# Boothbay Harbor (Maine)
Boothbay Harbor – miasto w Stanach Zjednoczonych, w stanie Maine, w hrabstwie Lincoln.